# 醫療相關專業人員
医疗相关专业人员（AHPs）是一类健康专业人员，他们围绕医疗保健提供一系列诊断、预防、治疗和康复服务。虽然对于界定医疗相关专业人员的种类尚无国际标准，但通常认为这些专业有别于医学、护理和牙科领域。
在为患有特定疾病的患者提供护理时，医疗相关专业人员可能在公共或私营部门工作，可能就职于医院或其他类型的机构，并且常常与其他具有互补执业范围的医疗服务提供者开展临床协作。与医生和护士相比，医疗相关专业人员的规模通常较小。据估计，全球卫生工作者总数中约30% 为医疗相关专业人员。
在大多数国家或地区，医疗相关专业人员需满足健康专业要求，包括教育、监管和执业许可的最低标准。他们必须依据科学原则，并在循证实践模式下开展工作。 有时，当他们接受过高级教育与培训，能够诊断和治疗患者，但又不具备医师资格认证时，可能会被视为发挥着中级医疗从业者的作用。医疗相关专业人员与替代医学从业者不同，后者有时也被称为自然疗法师，他们在现代生物医学的常规体系之外开展工作。 

## 定义
国际首席卫生专业官员组织（ICHPO） 制定了一个被广泛使用的辅助医疗专业定义：
医疗相关专业人员（是一类独特的健康专业人员，他们运用专业知识预防疾病传播，为各个年龄段、各个专业领域的人群进行诊断、治疗和康复。他们与一系列技术和支持人员一道，可能会提供直接的患者护理、康复服务、治疗、诊断以及健康改善干预措施，以恢复和维持最佳的身体、感官、心理、认知及社会功能。 

## 专业范畴
医疗相关专业人员涵盖众多健康与护理服务从业者，这些从业者通常需接受专门培训并获取相关认证，且与医学、护理及牙科专业有所区别。尤其是在农村和医疗服务欠缺地区，对医疗相关专业人员的需求很大。基于多种因素，医疗相关专业人员通常被认为与其他医疗服务提供者有所不同。这些因素可能包括：医疗相关专业人员以支持其他医疗专业人员所提供治疗的方式来提供服务（既可以独立自主执业，也可以在直接监督下工作），或者提供其他医疗专业人员需要但自身并不提供的服务（例如在医疗技术应用方面）。 
医疗相关专业人员的确切称谓、职责以及所需条件，在不同国家差异很大。在美国，《公共卫生服务法》中有一个通用定义，其中涵盖那些 “接受过与医疗保健相关科学的培训，且承担提供医疗保健服务或相关服务责任” 的人员（注册护士或医师助理除外）。 在南非，医疗相关专业人员由南非卫生专业人员委员会（如临床技术专家、牙科治疗师）或辅助医疗专业委员会（如按摩治疗师、脊医）进行认定和管理。 
根据国家和当地医疗体系的不同，被视为医疗相关专业人员所从事的职业也有所不同。例如，在某些情况下，验光师不被视为医疗相关专业人员，因为该职业在独立于现代医学的初级医疗保健实践方面有着更为悠久的历史。而在其他一些情况下，验光师则被认定属于医疗相关专业人员的范畴。 同样，在一些国家或地区，理疗师不被视为医疗相关专业人员，因为他们在私人执业中往往拥有更大的自主权，无需医疗转诊，而在其他国家或地区，理疗师被认定为医疗相关专业人员，并按此进行管理。 

## 培训与教育
一些医疗相关专业人员从事的领域更为专业化，因此必须遵循国家培训与教育标准以及其专业执业范围。通常，他们必须通过学位、文凭、认证资质以及继续教育来证明自身技能。其他一些医疗相关专业人员无需特殊培训或资质，由雇主通过在职培训使其具备工作能力（在澳大利亚这样的国家，这类职业可能不会被视为医疗相关专业）。由于在特定领域内有晋升机会，许多医疗相关专业工作被视为“职业阶梯”型工作。
医疗相关专业人员可能涉及运用多种技能。依据不同专业，这些技能可能包括：
- 基础生命支持；
- 医学术语、缩写词及拼写；
- 基本医疗法律与伦理知识；
- 对人际关系的理解；
- 人际沟通技巧；
- 咨询技巧；
- 计算机操作能力；
- 记录医疗保健信息的能力；
- 访谈技巧；
- 以及精通文字处理、数据库管理和电子听写。[14]

## 历史与发展
第二次世界大战之后，科学知识呈爆发式增长，带来了日益精密复杂的医学诊断和治疗程序。公众对医疗服务的需求不断增加，再加上医疗成本上升，促使医疗服务提供方式出现一种发展趋势，即从医院治疗患者，转向在医生私人诊所、联合诊所、门诊医疗与急诊诊所、流动诊所及社区护理机构广泛提供医疗服务。 
医疗行业的变革以及对医疗服务成本效益解决方案的重视，将继续推动医疗相关专业人员队伍的扩大。世界卫生组织估计，为实现全球卫生目标，目前全球大约短缺200万医疗相关专业人员（指除医疗和护理人员之外的所有卫生工作者）。
鉴于近年来医疗相关专业人员数量的增长和多样性，2008版的《国际标准职业分类》增加了专门针对医疗相关专业人员的类别数量。根据假定的技能水平，他们可能被归类为“卫生专业人员”或“卫生辅助专业人员”。例如，新设立了“辅助医疗从业者”类别，将诸如临床医官、临床助理、医师助理、费尔德舍尔（俄罗斯等国的医士）和助理医官等职业归为一组，此外还为社区卫生工作者、营养师（dietitians 侧重临床营养治疗，nutritionists 更广泛涉及营养知识普及等）、听力学家和言语治疗师等设立了新类别。
在发展中国家，许多国家的卫生人力资源战略规划以及国际发展倡议，都聚焦于扩大医疗相关专业人员的培训规模，如艾滋病咨询师、临床医官和社区卫生工作者，以便在门诊和社区护理环境中提供基本的预防和治疗服务。
随着对门诊医疗服务需求的不断增长，研究人员预计，医院以外工作的职业需求将更为旺盛，其中就包括医疗相关专业人员。 

## 现代时期

### 香港
在香港，有13類醫療專業人員必須先註冊才可執業，該13個醫療專業為醫生、護士、牙醫、中醫、物理治療師、職業治療師、醫務化驗師、視光師、放射技師、脊醫、牙齒衞生員、助產士和藥劑師。另外政府亦設有「認可醫療專業註冊計劃」，為五類醫療專業人員設立自願認可制度，該5個醫療專業分別為營養師、言語治療師、聽力學家、教育心理學家和臨床心理學家。

### 印度
在印度，国家辅助医疗与保健专业委员会对诊断、治疗、社区卫生和生物医学技术领域的56个专业（如理疗师、[[放射科|放射科]医生]）进行认定并制定质量标准。

### 英国
在英国，有12种不同职业被视为医疗相关专业人员；这些人员加起来约占英国国家医疗服务体系（NHS）员工总数的6%。2013年，医疗相关专业人员所提供服务的年度支出约达20亿英镑，不过，关于这些服务在多大程度上提升了医疗护理质量，目前缺乏相关证据。

### 美国
在美国，有“医疗相关专业院校协会”（the Association of Schools of Allied Health Professionals ）  采用《公共卫生服务法》中的表述，来列举哪些人员被视为医疗相关专业人员。 

### 就业预测
美国及其他许多国家的预测显示，预计长期存在合格劳动力短缺的情况，难以填补众多医疗相关专业岗位。这主要是由于人口结构变化（人口增长且老龄化）导致医疗行业扩张，大量医疗工作者临近退休，行业需要提高成本效益，以及在培训项目上缺乏足够投资，无法跟上这些趋势。
研究还指出，为了实现具有文化适应能力的医疗体系，有必要提高医疗相关专业人员队伍的多样性。
劳动力和医疗保健专家预计，医疗服务将越来越多地通过门诊和护理机构提供，而非医院。根据《北美产业分类系统》（NAICS），医疗保健行业由四个主要子行业组成，划分依据是每个机构所提供的服务类型：
- 医院：主要提供住院医疗服务，也可能将提供部分门诊服务作为次要业务。
- 门诊医疗场所：主要在诸如医生办公室、门诊诊所和临床实验室等机构提供门诊服务。
- 养老院及住宿护理机构：提供住宿护理服务，如针对老年人的社区护理，或精神健康与药物滥用治疗机构的服务。
- 社会救助：为老年人和（或）残疾人、无家可归者和贫困人口提供服务，开展职业康复服务，或提供儿童日间照料服务。

在美国，已有较大比例的医疗相关专业人员就职于门诊医疗场所。在加利福尼亚州，近一半（49.4%）的医疗相关专业人员就职于门诊医疗场所，相比之下，就职于医院和护理机构的人员分别占28.7%和21.9% 。有消息称，医疗相关专业人员占美国卫生人力总数的60%。
随着医疗技术的进步，也使得更多以前需要在医院花费高昂费用住院治疗的服务，如今可通过门诊护理来提供。例如，在加利福尼亚州，研究预测人均住院天数将从2010年的4天，降至2020年的3.2天，到2030年降至2.5天。相比之下，人均门诊就诊次数将从2010年的3.2次，增加到2020年的3.6次，到2030年增至4.2次。